# Anguilla (Misisipi)
Anguilla es un pueblo del condado de Sharkey en el estado de Misisipi (Estados Unidos). En el año 2000 tenía una población de 907 habitantes en una superficie de 2.7 km², con una densidad poblacional de 335.4 personas por km².

## Geografía
Anguilla se encuentra ubicado en las coordenadas 32°58′26″N 90°49′47″O / 32.97389, -90.82972. Según la Oficina del Censo, el pueblo tiene un área total de 2,7 km² (1 mi²), de la cual 2,7 km² (1 mi²) es tierra y 0 km² (0 mi²) es agua.

## Demografía
Para el censo de 2000, había 907 personas, 295 hogares y 213 familias en la ciudad. La densidad de población era 335.4 hab/km².
En el 2000 la renta per cápita promedia del hogar era de $ 19.712 y el ingreso promedio para una familia era de $21.964. El ingreso per cápita para la localidad era de $10.452. En 2000 los hombres tenían un ingreso per cápita de $28.125 contra $15.833 para las mujeres. Alrededor del 47.5% de la población estaba bajo el umbral de pobreza nacional.